# Mario Enrico Delpini
Mario Enrico Delpini (Gallarate, 29 de julho de 1951) é um arcebispo católico italiano, desde setembro de 2017, é o Arcebispo Metropolitano de Milão.

## Biografia
Nascido em Gallarate , na província de Varese e arquidiocese de Milão , em 29 de julho de 1951, Antonio e Rosa Delpini, o terceiro de seis filhos.
Ela cresce em Jerago con Orago, na paróquia de St. George Jerago, freqüentando escolas do país até a quinta série. Ele frequentou a escola secundária e dois anos de ensino médio na escola estadual de Arona, residente no Collegio De Filippi.

## Educação e ministério sacerdotal
Digite o Seminário Milan no local de Venegono Inferiore, em outubro de 1967, para participar da escola de gramática.
Em 7 de junho de 1975, foi ordenado sacerdote na Catedral de Milão, pelo Cardeal Giovanni Colombo.
De 1975 a 1987 lecionou no Seminário Menor da Arquidiocese de Milão, pela primeira vez em Seveso, em seguida, para Venegono Inferiore. Nestes anos se formou em literatura na Universidade Católica do Sagrado Coração de Milão com uma tese sobre o ensino do latim como uma introdução à exegese dos clássicos; uma licenciatura em Teologia do Norte da Itália Faculdade de Teologia, com uma tese sobre A noção teológica de Giovanni Pico della Mirandola. Estudante do Lombard Pontifício Seminário, participou da Augustinianum Instituto Patrístico de Roma, para obter uma licenciatura em Teologia e Ciências patrísticas. Ele pode, então, dedicar-se ao ensino da língua e da patrística grega no seminário de Milão, nos escritórios Seveso e Venegono Inferiore .
Em 1989, foi nomeado reitor do seminário menor de Venegono Inferior; em 1993 ele tornou-se reitor nos quatro teológica; a partir de 1993 para 2000 ele é professor de norte da Itália Faculdade Teológica e no seminário arquidiocesano em locais Saronno e depois Seveso. De 2000 para 2006 ele tem sido reitor dos maiores seminários Milão.
Em 2006 foi nomeado Vigário Episcopal de Pastoral Zona VI de Melegnano, deixando as posições detidas no seminário.

## Ministério Episcopal
Em 13 de julho de 2007 o Papa Bento XVI o nomeou bispo auxiliar de Milão e bispo titular de Stefaniaco; receber a ordenação episcopal no dia 23 de setembro do mesmo ano, na Catedral de Milão, com o bispo Franco Giulio Brambilla , o cardeal Dionigi Tettamanzi , coconsacranti l ' Arcebispo Francesco Coccopalmerio (mais tarde cardeal) e os bispos Marco Ferrari, Renato Corti (mais tarde Cardeal) e Giuseppe Betori (mais tarde Arcebispo e Cardeal).
Como parte da Conferência Episcopal Lombarda ele abrange desde 2007 para 2016, o cargo de secretário. Como parte das Conferência Episcopal Italiana é membro da Comissão para o Clero e Vida Consagrada.
Em 5 de abril de 2012 , durante a Missa do Crisma , o cardeal Angelo Scola anuncia sua nomeação como vigário geral da Arquidiocese Ambrose em 29 de junho Em 21 de setembro de 2014, o cardeal Scola nomeou vigário episcopal para a formação permanente do clero e cabeça de Sacerdotes Maria Imaculada, que lida com os sacerdotes dos primeiros cinco anos de ordenação; Sucede monsenhor Luigi Stucchi .
Em 7 de julho de 2017 o Papa Francisco nomeou-o Arcebispo Metropolitano de Milão; Ele sucede o cardeal Angelo Scola , que renunciou por motivos de idade. Em 9 de setembro, ele tomou posse da arquidiocese.